# Distrito de Balboa
El distrito de Balboa es una de las divisiones que conforman la provincia de Panamá, situado en la República de Panamá, específicamente al sur de dicha provincia. Dicho distrito abarca enteramente el archipiélago de las Perlas, situado sobre el centro del golfo de Panamá. La capital está asentada en la ciudad de San Miguel.
Este distrito está conformado por seis corregimientos:
- San Miguel (Cabecera)
- La Ensenada
- La Esmeralda
- La Guinea
- Pedro González
- Saboga